# 마이클 더글러스
마이클 더글러스(영어: Michael Douglas, 1944년 9월 25일 ~ )는 미국의 배우이자 영화 감독, 제작자이다. 주요한 출연작으로 《로맨싱 스톤》, 《장미의 전쟁》, 《월 스트리트》, 《원초적 본능》, 《앤트맨》 등이 있다. 고전기 할리우드의 대배우 커크 더글러스의 아들이다.

## 생애
뉴저지주 뉴브런즈윅에서 유명 영화배우 커크 더글러스와 버뮤다 출신의 여배우 다이애나 딜 사이에 장남으로 출생한 그는 코네티컷주에 있는 초트 학교를 졸업하고 캘리포니아 대학교 샌타바버라에서 문학사를 취득하였다. 아버지의 반대에도 불구하고 영화계에 뛰어든 그는 1966년 영화 《팔레스타의 영웅》으로 데뷔하였으며, 1975년 영화 《뻐꾸기 둥지 위로 날아간 새》에 제작자로 참여하여 아카데미상 5개 부문을 수상하며 영화 제작자로 데뷔, 《로맨싱 스톤》, 《차이나 신드롬》, 《장미의 전쟁》 등을 제작, 주연하였다.
1988년에는 영화 《월 스트리트》로 아카데미 남우주연상을 수상하였고, 2000년에는 《원더 보이즈》로 각 비평가상수상 및 골든 글러브상 뮤지컬/코미디부문 남우주연상에 노미네이트되었고, 2004년에는 골든 글로브상 시상식에서 세실.B.드밀상에 해당하는 평생공로상을 받았다.
2000년 더글러스는 25세 연하의 영국 배우 캐서린 지타존스와 재혼하였다. 이 과정에서 더글러스는 전 부인과의 이혼 수속을 위해 한화로 약 800억원에 해당하는 돈을 위자료로 지불하였다. 더글러스와 존스는 생일이 9월 25일로 같아 화제가 되기도 했다.
2010년 인후암 말기 진단을 받아 영화계 은퇴가 거론되기도 하였으나 항암치료를 받고 2011년 인후암 완치를 선언, 영화계에 복귀하였다.
그리고, 2014년에는 TV영화 《쇼를 사랑한 남자들》로 에미상, 골든 글로브상, 미국배우조합상 TV영화/미니시리즈부문 남우주연상 수상하였다.

## 출연작 목록

### 영화
| 연도 | 제목                          | 원제                              | 배역                | 비고    |
| ---- | ----------------------------- | --------------------------------- | ------------------- | ------- |
| 1966 | 팔레스타의 영웅               | Cast a Giant Shadow               | 지프차 운전수       |         |
| 1969 | 헤일, 히어로!                 | Hail, Hero!                       | 칼 딕슨             |         |
| 1970 | 6시 아담                      | Adam at 6 A.M.                    | 아담 게인스         |         |
| 1971 | 썸머트리                      | Summertree                        | 제리                |         |
| 1972 | 웬 마이클 콜스                | When Michael Calls                | 크레이그            | TV 영화 |
| 1972 | 나폴레옹과 사만다             | Napoleon and Samantha             | 대니                |         |
| 1978 | 죽음의 가스                   | Coma                              | 마크 벨로스         |         |
| 1979 | 차이나 신드롬                 | The China Syndrome                | 리처드 애덤스       |         |
| 1979 | 런닝                          | Running                           | 마이클 앤드로폴리스 |         |
| 1980 | 뉴욕 소나타                   | It's My Turn                      | 벤 루인             |         |
| 1983 | 이중 함정                     | The Star Chamber                  | 스티븐 R. 하딘      |         |
| 1984 | 로맨싱 스톤                   | Romancing the Stone               | 잭 콜턴             |         |
| 1985 | 나일의 대모험                 | The Jewel of the Nile             | 잭 콜턴             |         |
| 1985 | 코러스 라인                   | A Chorus Line                     | 잭                  |         |
| 1987 | 위험한 정사                   | Fatal Attraction                  | 댄 갤러거           |         |
| 1987 | 월 스트리트                   | Wall Street                       | 고든 게코           |         |
| 1989 | 블랙 레인                     | Black Rain                        | 닉 콩클린           |         |
| 1989 | 장미의 전쟁                   | The War of the Roses              | 올리버 로즈         |         |
| 1992 | 사랑의 용기                   | Shining Through                   | 에드 릴런드         |         |
| 1992 | 원초적 본능                   | Basic Instinct                    | 닉 커런             |         |
| 1993 | 폴링 다운                     | Falling Down                      | 윌리엄 포스터       |         |
| 1994 | 폭로                          | Disclosure                        | 톰 샌더스           |         |
| 1995 | 대통령의 연인                 | The American President            | 앤드루 셰퍼드       |         |
| 1996 | 고스트 앤 다크니스            | The Ghost and the Darkness        | 찰스 레밍턴         |         |
| 1997 | 더 게임                       | The Game                          | 니컬러스 밴오턴     |         |
| 1998 | 퍼펙트 머더                   | A Perfect Murder                  | 스티븐 테일러       |         |
| 2000 | 원더 보이스                   | Wonder Boys                       | 그레이디 트립       |         |
| 2000 | 트래픽                        | Traffic                           | 로버트 웨이크필드   |         |
| 2001 | 맥콜에서의 하룻밤             | One Night at McCool's             | 버미스터 씨         |         |
| 2001 | 돈 세이 워드                  | Don't Say a Word                  | 네이선 콘래드       |         |
| 2003 | 더글라스 패밀리               | It Runs in the Family             | 앨릭스 그롬버그     |         |
| 2003 | 위험한 사돈                   | The In-Laws                       | 스티븐 토바이어스   |         |
| 2006 | 센티넬                        | The Sentinel                      | 피트 개리슨         |         |
| 2006 | 유, 미 앤 듀프리              | You, Me and Dupree                | 톰슨 씨             |         |
| 2007 | 킹 오브 캘리포니아            | King of California                | 찰리                |         |
| 2009 | 고스트 오브 걸프렌즈 패스트   | Ghosts of Girlfriends Past        | 웨인 미드           |         |
| 2009 | 이유없는 의심                 | Beyond a Reasonable Doubt         | 마크 헌터           |         |
| 2009 | 솔리터리 맨                   | Solitary Man                      | 벤 캘먼             |         |
| 2010 | 월 스트리트: 머니 네버 슬립스 | Wall Street: Money Never Sleeps   | 고든 게코           |         |
| 2011 | 헤이와이어                    | Haywire                           | 앨릭스 코블렌즈     |         |
| 2013 | 쇼를 사랑한 남자              | Behind the Candelabra             | 리버라치            | TV 영화 |
| 2013 | 라스트베가스                  | Last Vegas                        | 빌리 거슨           |         |
| 2014 | 산타모니카 인 러브            | And So It Goes                    | 오런 리틀           |         |
| 2014 | 더 리치                       | Beyond the Reach                  | 존 매덱             |         |
| 2015 | 앤트맨                        | Ant-Man                           | 행크 핌             |         |
| 2017 | 스파이 게임                   | Unlocked                          | 에릭 래시           |         |
| 2018 | 동물세계                      | Animal World                      | 앤더슨              |         |
| 2018 | 앤트맨과 와스프               | Ant-Man and the Wasp              | 행크 핌             |         |
| 2019 | 어벤져스: 엔드게임            | Avengers: Endgame                 | 행크 핌             |         |
| 2023 | 앤트맨과 와스프: 퀀텀매니아   | Ant-Man and the Wasp: Quantumania | 행크 핌             |         |

### 텔레비전 드라마
| 연도    | 제목                         | 원제                         | 배역            | 비고                        |
| ------- | ---------------------------- | ---------------------------- | --------------- | --------------------------- |
| 1971    | 에프비아이                   | The F.B.I.                   | 제리            | "The Hitchhiker" 에피소드   |
| 1971    | 메디컬 센터                  | Medical Center               | 조너선 크롤리   | "The Albatross" 에피소드    |
| 1972-76 | 스트리트즈 오브 샌프란시스코 | The Streets of San Francisco | 스티브 켈러     | 주연                        |
| 2002    | 윌 앤 그레이스               | Will & Grace                 | 개빈 해치       | "Fagel Attraction" 에피소드 |
| 2018-21 | 코민스키 메소드              | The Kominsky Method          | 샌디 코민스키   | 주연                        |
| 미정    | 프랭클린                     | Franklin                     | 벤저민 프랭클린 | 제작중                      |

## 수상 경력
- 1975년 브레이브오토어워즈 TV남자배우상
- 1976년 제33회 골든글로브시상식 드라마부문 작품상
- 1976년 제48회 아카데미시상식 작품상
- 1976년 브레이브오토어워즈 TV남자배우상
- 1976년 밤비어워즈 TV시리즈부문 국제배우상
- 1977년 제30회 영국아카데미시상식 작품상
- 1979년 쇼웨스트어워즈 올해의 스타/프로듀서상
- 1985년 제42회 골든글로브시상식 뮤지컬/코미디부문 작품상
- 1987년 캔자스시티비평가협회상 남우주연상
- 1987년 다비드 디 도나텔로 비평가협회상 외국남자배우상
- 1988년 나스트로 디 아젠토 어워즈 외국남자배우상
- 1988년 주피터어워즈 외국남자배우상
- 1988년 제59회 미국비평가협회상 남우주연상
- 1988년 제45회 골든글로브시상식 드라마부문 남우주연상
- 1988년 제60회 아카데미시상식 남우주연상
- 1988년 이탈리안 네셔널시드케이트 오브 필름 저널리스트 어워즈 외국남자배우상
- 1988년 제14회 피플스초이스어워즈 가장좋아하는 남자배우상
- 1990년 제25회 골든카메라시상식 최우수해외남자배우상
- 1992년 헤이스티 푸딩 씨어트리컬 올해의 남성상
- 1993년 아메리칸 시네마더큐이 어워즈 갈라 트리뷰트상
- 1995년 제10회 산타바바라국제영화제 모던 마스터상
- 1997년 제45회 산세바스찬국제영화제 평생공로상
- 1998년 제23회 세자르영화제 평생공로상
- 1998년 제33회 카를로비바리국제영화제 세계영화공헌상
- 2000년 제26회 LA비평가협회상 남우주연상
- 2000년 제5회 새틀라이트시상식 뮤지컬/코미디부문 남우주연상
- 2000년 남동부비평가협회상 남우주연상
- 2004년 제61회 골든글로브시상식 평생공로상
- 2004년 타오미나국제영화제 타오미나 아티상
- 2007년 제78회 미국비평가협회상 특별상
- 2007년 제32회 세자르영화제 평생공로상
- 2009년 제37회 미국영화연구소 평생공로상
- 2009년 코스튬디자이너스길드어워즈 대통령상
- 2009년 미국프로듀서조합상 평생공로상
- 2010년 제37회 링컨센터 갈라 트리뷰트상
- 2010년 쥬리치필름페스티벌 골든 아이콘상
- 2011년 제22회 팜스프링스국제영화제 갈라 아이콘상
- 2012년 제27회 산타바바라국제영화제 커크 더글러스상
- 2013년 제3회 크리틱스초이스텔레비전어워즈 TV영화/미니시리즈부문 남우주연상
- 2013년 제65회 에미상 TV영화/미니시리즈부문 남우주연상
- 2013년 인터네셔널 사인필리 소셔티 어워즈 남우주연상
- 2013년 골드더비어워즈 TV영화/미니시리즈부문 남자배우상
- 2013년 온라인영화&텔레비전협회상 TV미니시리즈부문 남우주연상
- 2014년 도리안어워즈 올해의 TV남자배우상
- 2014년 가디언어워즈 대화라인상
- 2014년 이리쉬필름&텔레비전어워즈 외국남자배우상
- 2014년 제18회 새틀라이트시상식 TV영화/미니시리즈부문 남우주연상
- 2014년 제71회 골든글로브시상식 TV영화/미니시리즈부문 남우주연상
- 2014년 제20회 미국배우조합상 TV영화/미니시리즈부문 남자연기상
- 2016년 AARP 어워즈 평생공로상
- 2016년 제41회 세자르영화제 평생공로상
- 2019년 제76회 골든글로브시상식 TV뮤지컬/코미디부문 남우주연상